# Sloanea rotundifolia
Sloanea rotundifolia är en tvåhjärtbladig växtart som beskrevs av Hung T. Chang. Sloanea rotundifolia ingår i släktet Sloanea och familjen Elaeocarpaceae. Inga underarter finns listade i Catalogue of Life.